# Холоубек, Густав
Густав Теофиль Холубек (пол. Gustaw Teofil Holoubek; 21 апреля 1923, Краков — 6 марта 2008, Варшава) — польский актёр и театральный деятель, депутат Сейма, сенатор, педагог.

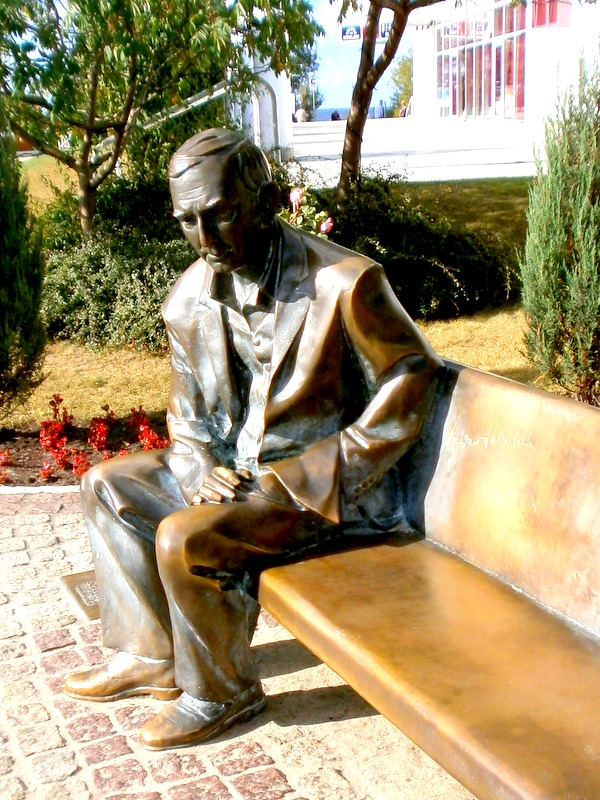
Памятник-лавочка Густавa Холубka (Мендзыздрое)

## Биография и творчество
Голубек (Холоубек) родился в Кракове в 1923 году. Сын чеха и польки. Окончил местную гимназию им. Новодворского.
В 1939 году принимал участие в сентябрьской кампании в отрядах Przysposobienia wojskowego. Попал в плен к немцам и был в лагерях военнопленных в Альтенграбове и Магдебурге, позже в Торуне. В 1940 году после освобождения вернулся в Краков, где работал на городской газовой станции. Во времена оккупации состоял в конспиративном театральном кружке. В 1945 году сдал экзамены в краковскую драматическую студию при театре Юлиуша Словацкого, основанную Каролем Фричем, которую закончил в 1947 г.
С 1963 года — актёр Народного Театра, здесь в 1967 году сыграл роль Густава-Конрада в спектакле Дзяды К. Деймека, который в 1968 году был запрещён, что стало причиной студенческих волнений (начало событий марта 1968 года), а он с другими актёрами покинул Народный театр.
Дебютировал в театре 1947 году. С 1996 года — художественный руководитель столичного театра «Атенеум».
В 1953 году фильме Żołnierz zwycięstwa исполнил роль Феликса Дзержинского. Исполнял роли в около 50 фильмах, в том числе в Рукопись, найденная в Сарагосе, Марыся и Наполеон, Соль чёрной земли, Огнём и мечом, в телевизионном фильме Мастер и Маргарита (Воланд). В .

## Политическая деятельность
В 1976 и 1980 году был избран в депутаты Сейма. В 1982 году, после ввода военного положения, отказался от должности. В 1989 году был избран в первых свободных после 1945 года выборах в сенат.

## Избранная фильмография
Снялся более чем в 50 фильмах, в том числе, бывших в советском прокате — «История золотой туфельки» (1961), «Гангстеры и филантропы» (1963), «Рукопись, найденная в Сарагосе» (1965), «Марыся и Наполеон» (1966), «Гойя, или Тяжкий путь познания» (1971), «Огнём и мечом» (1999).
- 1953 — Солдат Победы — Феликс Дзержинский
- 1955 — Голубой крест
- 1956 — Загадка старой штольни
- 1958 — Петля — Куба Ковальский
- 1958 — Прощания
- 1959 — Общая комната
- 1959 – Белый медведь – Генрих Фогель
- 1960 — Цветные чулочки — учитель
- 1961 — История желтой туфельки
- 1961 — Минувшее время — майор Курт фон Штайнхаген
- 1961 — Расставание
- 1962 — Гангстеры и филантропы — «Профессор»
- 1962 — Встреча в «Сказке»
- 1962 — Завтра премьера — Зенон Вевюрский, автор драмы
- 1964 — Закон и кулак — Анджей Кениг
- 1964 — Рукопись, найденная в Сарагосе — дон Педро Веласкес
- 1964 — Аватар, или Замена душ — доктор Шарбоно
- 1965 — Сальто
- 1966 — Марыся и Наполеон — Наполеон Беранже, французский учёный / Наполеон I
- 1966-1968 — Клуб профессора Тутки (телесериал) — профессор Тутка
- 1967 — Фаталист (по М. Ю. Лермонтову)
- 1968 — Игра
- 1969 — Ведомство
- 1969 — Соль чёрной земли
- 1972 — Как далеко отсюда, как близко
- 1972 — Счастливые острова
- 1973 — Санаторий под клепсидрой — доктор Готар
- 1978 — Больница Преображения — писатель Зигмунт Секуловский
- 1978 — Комната с видом на море — профессор Ян Лещинский
- 1981 — Лимузин Даймлер-Бенц — Макс Фелинский
- 1982 — Скучная история — Профессор
- 1984 — Убийство тёти
- 1985 — Боденское озеро — Рулло
- 1985 — В старинной усадьбе
- 1986 — Зигфрид — Стефан Дравич
- 1988 — Недолгое путешествие Бальтазара Кобера
- 1988 — Мастер и Маргарита — Воланд
- 1999 — Огнём и мечом — Адам Кисель

## Признание
- 1952 — Государственная премия ПНР 3-й степени.
- 1953 — Государственная премия ПНР 3-й степени.
- 1953 — Кавалерский крест Ордена Возрождения Польши.
- 1954 — Орден «Знамя Труда» 2-й степени.
- 1965 — Награда «Комитета в дела радио и телевидение».
- 1966 — Государственная премия ПНР 1-й степени.
- 1968 — Награда «Комитета в дела радио и телевидение».
- 1973 — Награда Министра культуры и искусства ПНР.
- 1977 — Орден «Знамя Труда» 1-й степени.
- 1978 — Государственная премия ПНР 1-й степени.
- 1980 — Награда председателя «Комитета в дела радио и телевидение».
- 1990 — Награда председателя «Комитета кинематографии».
- 1991 — «Wielki Splendor» — приз «Польского радио» лучшему актёру радиопостановок.
- 1994 — Prix Italia.
- 1998 — Командорский крест со звездой Ордена Возрождения Польши.
- 1998 — Награда Министра культуры и искусства Польши.
- 2003 — Большой крест Ордена Возрождения Польши.
- 2005 — Золотая медаль «За заслуги в культуре Gloria Artis».
- 2008 — Орден Белого орла (посмертно).